# Olivie Blake
Olivie Blake es el pseudónimo de Alexene Farol Follmuth (California, Estados Unidos). una escritora estadounidense conocida por sus obras de fantasía como Los seis de Atlas. Vive en California con su esposo y su hijo. Conocida por publicar fanfiction en plataformas en Internet como Archive Of Our Own o Fanfiction.net y autopublicar sus libros de fantasía, se volvió viral en TikTok gracias a su obra Los seis de Atlas, que fue editada por Tor en inglés
Tiene además una serie en YouTube llamada Olivie Blake is not writing (Olivie Blake no está escribiendo) donde habla sobre temas generales o da consejos a escritores noveles y un club de lectura llamado SPELL (Society For the Promotion of Erotic Ladies in Literature) donde lee y comenta literatura erótica escrita por mujeres.
En 2021, Amazon adquirió los derechos de The Atlas Six para adaptarlo a una serie de televisión.

## Obra

### Como Olivie Blake
- Fairytales of the macabre (Fairytale Collections #1), Amazon
- Midsummer night dreams (Fairytale Collections #3), Amazon
- The Lovers Grim (Fairytale Collections #3), Amazon[12]
- Masters of Death, Amazon,[13] será relanzado por Tor en 2024[14]
- La Petit Mort, Witch Way Publishing[15]
- Lovely Tangled Vices, Amazon[16]
- One for my Enemy, Amazon,[17] relanzado por Tor en 2024[18]
- Los seis de Atlas (The Atlas Six, The Atlas Series #1), por Tor en inglés[19] y Ediciones Urano en español[20]
- The Atlas Paradox (The Atlas Series #2), Tor[19]
- Alone With You in the Ether, Tor[21]

### Como Alexene Farol Follmouth
- My Mecanichal Romance, Penguin Random House[22][23]

### Novelas gráficas
- Clara and the Devil, colaboración con Little Chmura
- Alpha, colaboración con Little Chmura[24]